# Kigoma (région)
La région de Kigoma est une subdivision du nord-ouest de la Tanzanie. Sa capitale est la ville de Kigoma.
Elle est bordée au nord par le Burundi et à l'ouest par le lac Tanganyika. 

## Économie

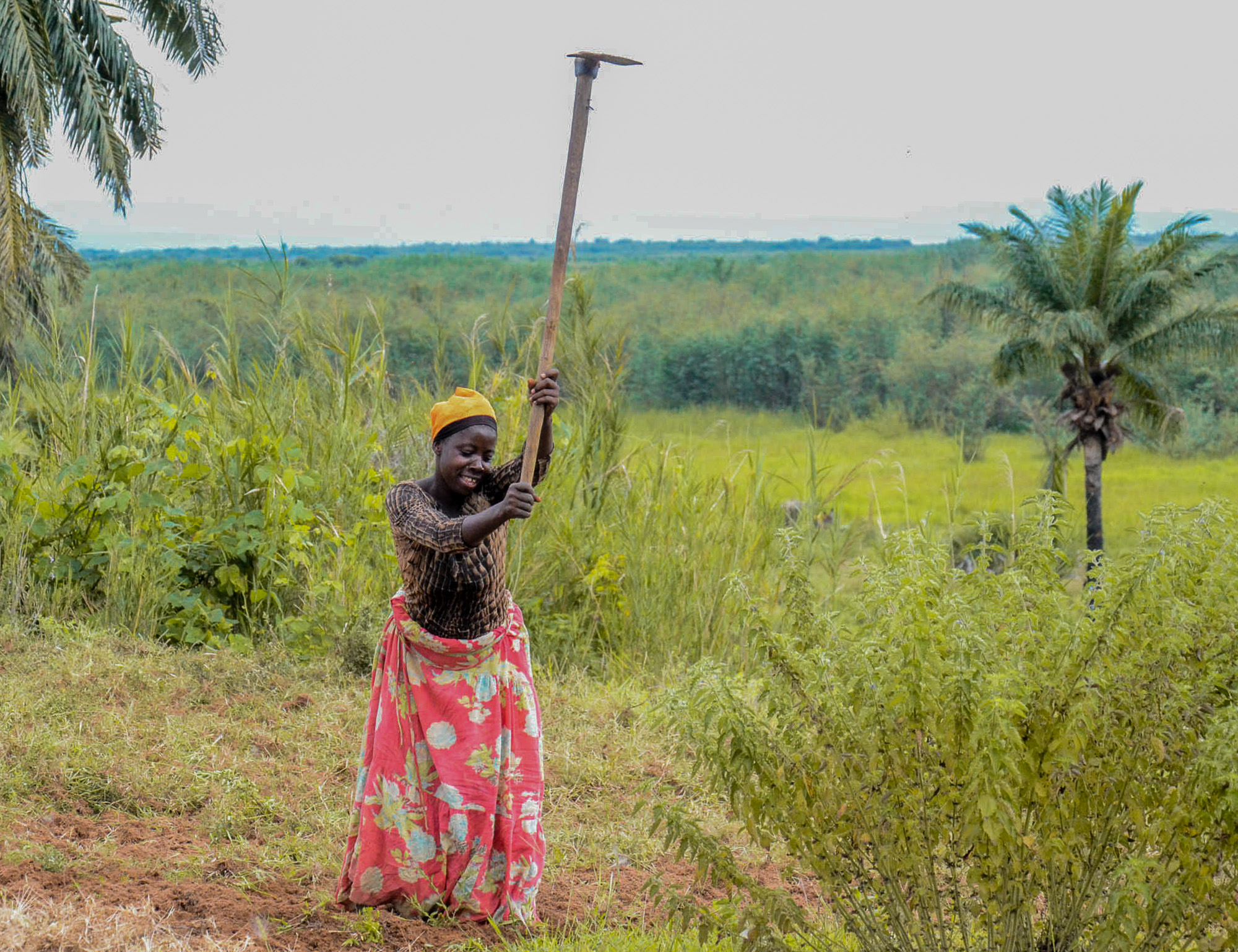
Culture de légumes.
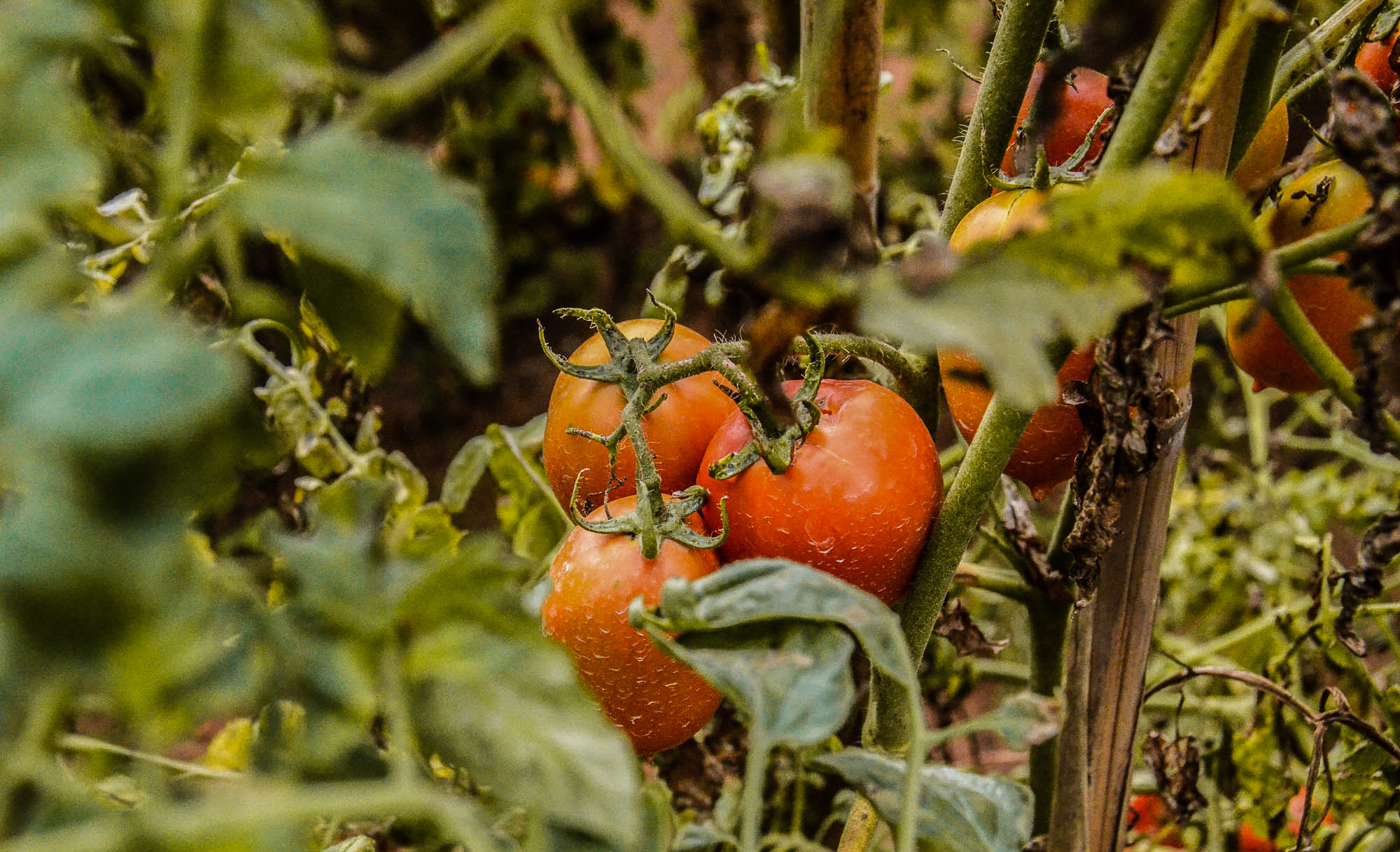
Production de tomates.
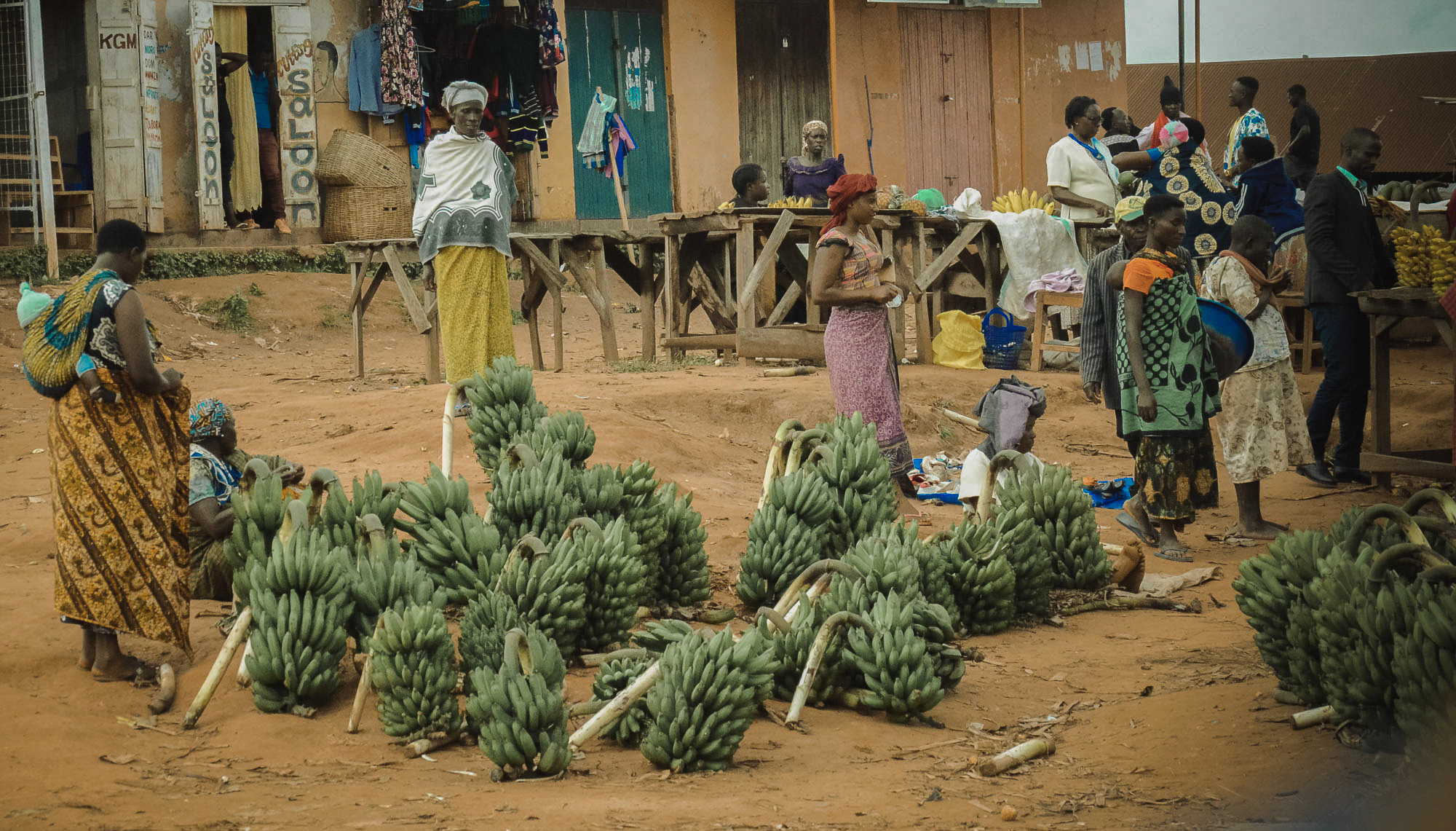
Marché aux bananes à Manyovu.
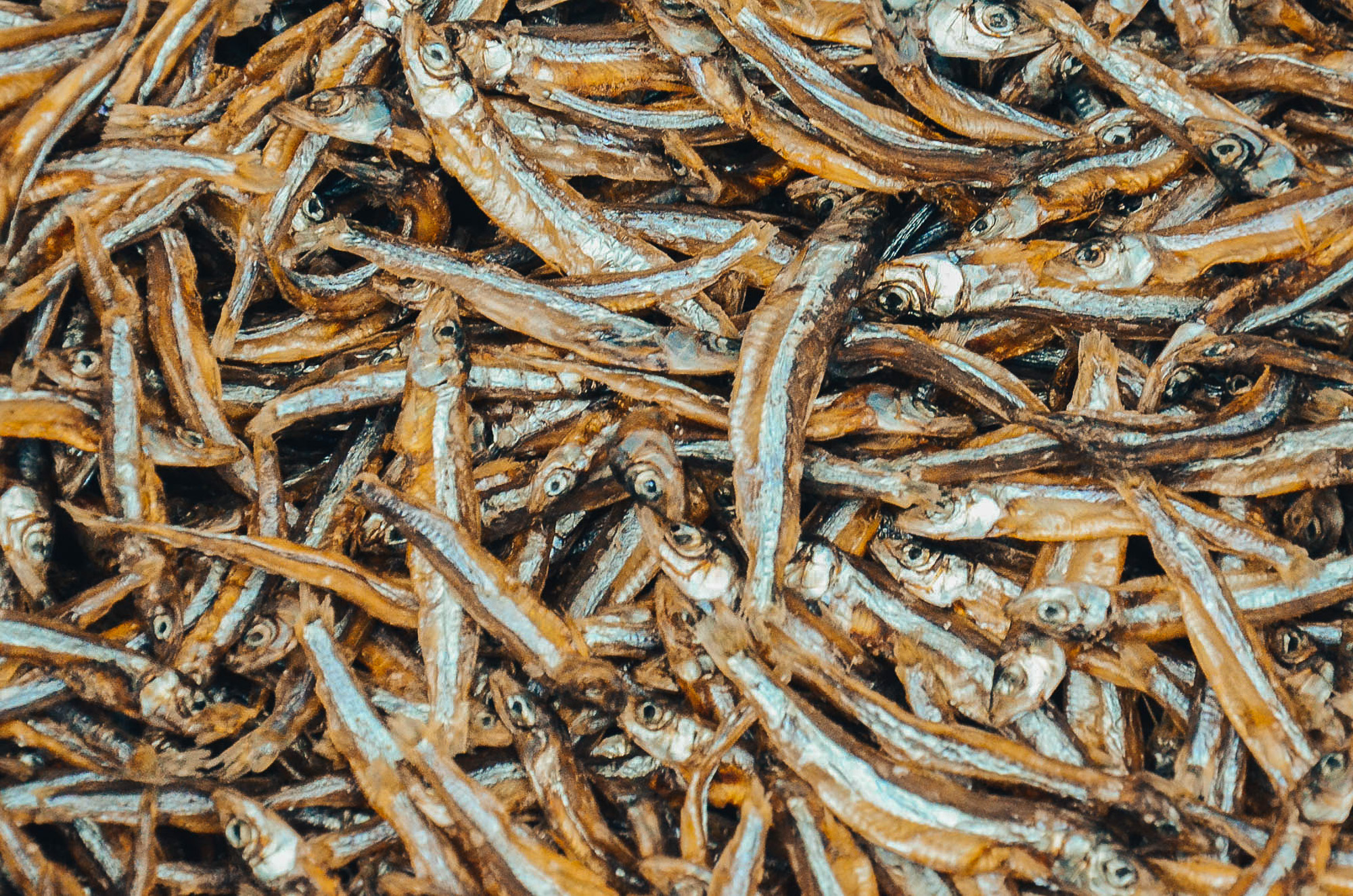
Sardines séchées du lac Tanganyika.